# Tinny
Tinny je počítačová hra pro počítače Sinclair ZX Spectrum a kompatibilní (například Didaktik). Jedná se o hru českého původu, autory jsou Pavel Pospíšil a David Koblížek. Vydavatelem hry byla společnost Proxima – Software v. o. s., hra byla vydána v roce 1992 jako součást stejnojmenného souboru her.
Hlavní postava jménem Tinny má za úkol dopravit bílý barel na předem určené místo. Protože plošiny obsahují nerovnosti, do kterých může bílý barel spadnout, je nejprve nutné tyto nerovnosti vyplnit černými barely. Černé barely je také možné v případě potřeby rozbít. Tinny se také musí vyhýbat pohybujícím se objektům. Celý úkol je časově omezený.